# Захоплення в раю
Захоплення в раю (англ. TripFall) — американський трилер 2000 року.

## Сюжет
Бізнесмен Том Вільямс відправився разом з дружиною і двома дітьми на сонячне каліфорнійське узбережжя. Але довгоочікуваний відпочинок обернувся справжнім кошмаром. Банда містера Едді захоплює всю сім'ю в заручники. В обмін на свободу Том повинен віддати бандитам весь свій статок — більше мільйона доларів. Однак Том розуміє, що Едді не збирається залишати в живих зайвих свідків. Том, який все життя займався бізнесом і проживав в затишних і безпечних районах, тепер повинен набратися мужності, щоб врятувати себе і свою сім'ю.

## У ролях
| Актор                | Роль           |
| -------------------- | -------------- |
| Ерік Робертс         | містер Едді    |
| Джон Ріттер          | Том Вільямс    |
| Рейчел Гантер        | Джина Вільямс  |
| Тайлер Коул Малінгер | Майкл Вільямс  |
| Крістіна Енн Мур     | Ангела Вільямс |
| Кен Палмер           | Ендрю          |
| Майкл Рейнор         | Франклін Росс  |
| Джейеф Прайор        | Сем Делмонт    |
| Кеті Бойєр           | Лонні Кампос   |
| Рік Дітс             | поліцейський   |
| Вейн Дюваль          | Алекс          |
| Ділан Мур            | Ангела Вільямс |
| Кевін Дін Вільямс    | офіцер Тім     |